# Hải lưu

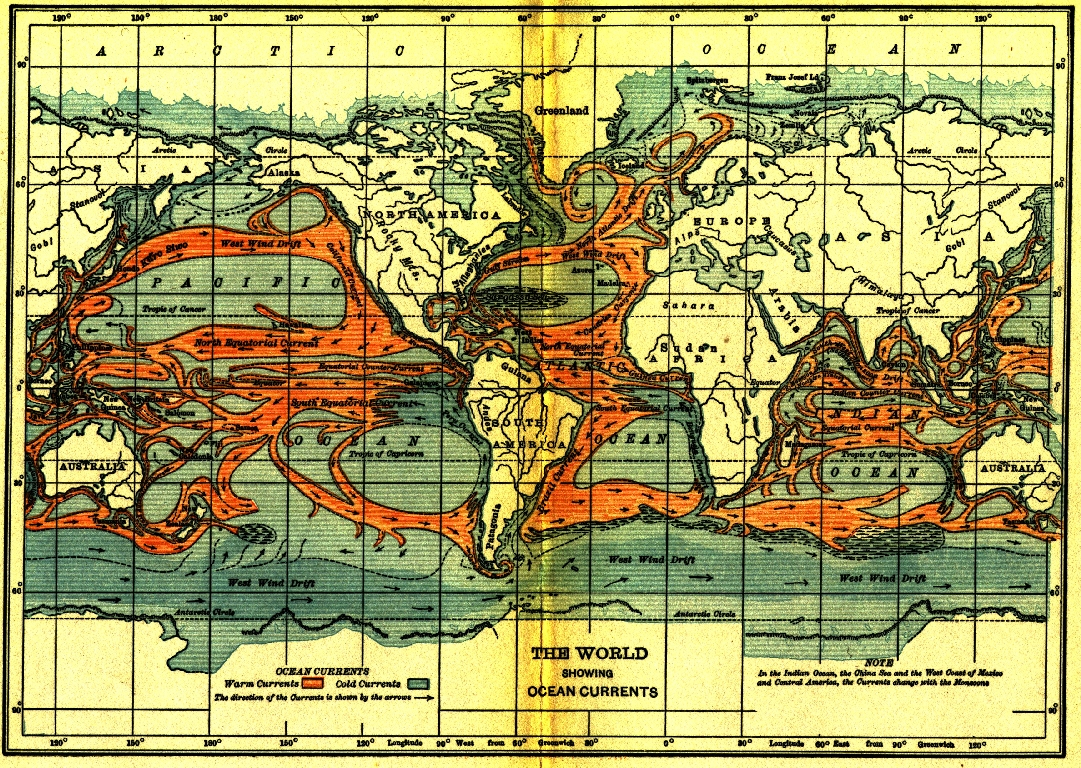
Các hải lưu năm (1911)

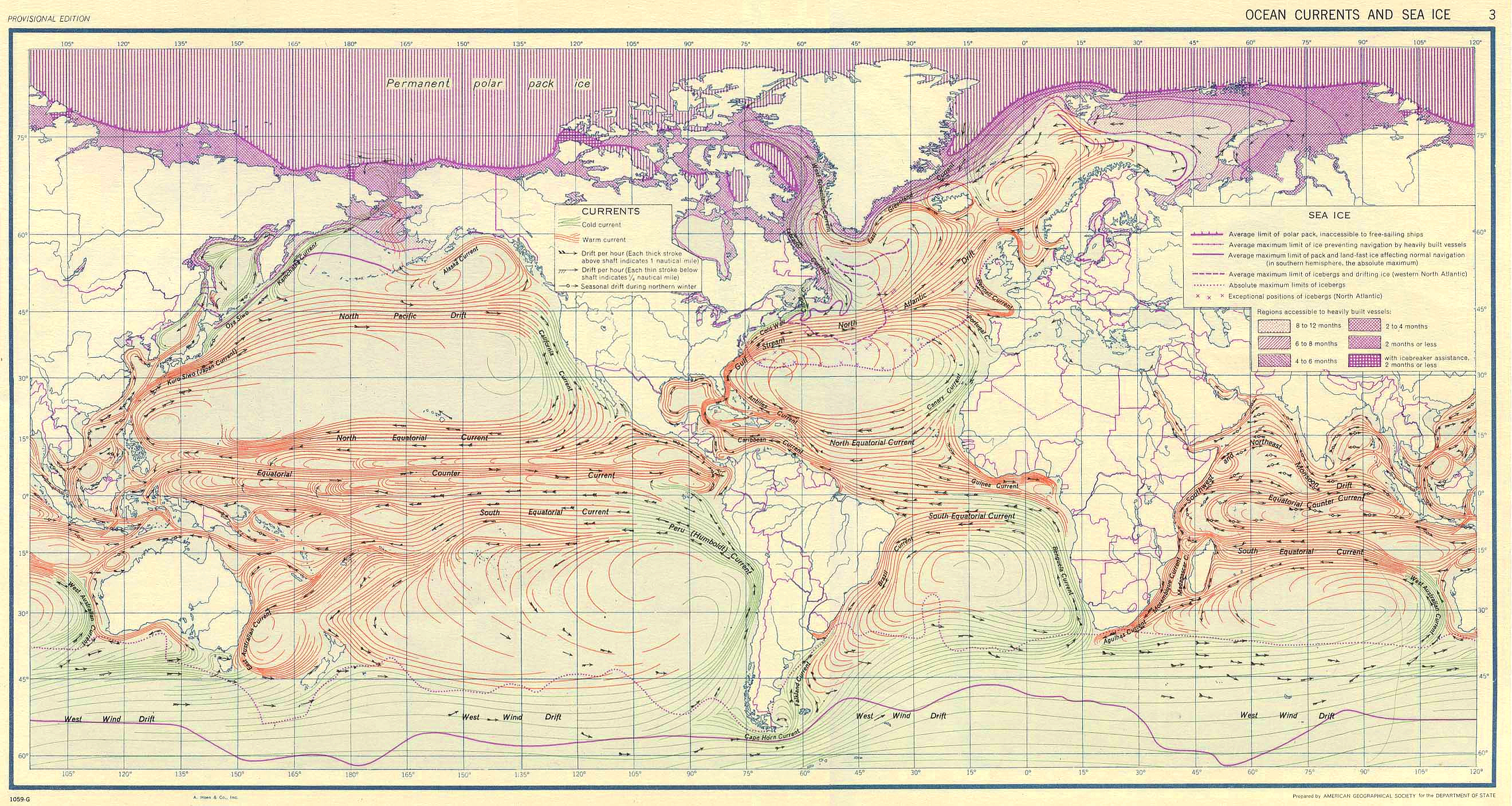
Các hải lưu năm (1943)

Bản đồ tất cả hải lưu trên thế giới

Hải lưu hay dòng biển là dòng chuyển động trực tiếp, liên tục và tương đối ổn định của nước biển và lưu thông ở một trong các đại dương của Trái Đất. Các hải lưu có thể lưu thông trên một quãng đường dài hàng ngàn kilômét. Chúng rất quan trọng trong việc xác định khí hậu của các lục địa, đặc biệt ở những khu vực gần biển. Ví dụ nổi bật nhất là dòng Vịnh (còn gọi là hải lưu Gulf Stream từ tiếng Anh Gulf Stream), dòng hải lưu này làm cho phần tây bắc châu Âu có nhiệt độ cao hơn bất kỳ khu vực nào có cùng vĩ độ. Một ví dụ khác là quần đảo Hawaii, ở đó khí hậu có tính cận nhiệt đới và mát hơn đáng kể so với các khu vực có cùng vĩ độ nhiệt đới với nó do hải lưu California gây ra. Tuy nhiên, tầm quan trọng của các hải lưu cũng được làm sáng tỏ thêm bởi hiện tượng El Niño, trong đó sự đảo ngược tạm thời của hải lưu sinh ra những sự thay đổi khí hậu có tính khắc nghiệt hơn dọc theo bờ biển phía tây Nam Mỹ. Các hiệu ứng của El Niño trải rộng đến tận nước Úc.
Các hải lưu bề mặt nói chung được lưu thông bởi sự ma sát của gió và có xu hướng chảy theo các xoắn ốc cùng chiều kim đồng hồ ở bắc bán cầu và ngược chiều kim đồng hồ ở nam bán cầu do hiệu ứng Coriolis. Trong các hải lưu chuyển động bởi gió thì hiệu ứng xoắn ốc Ekman làm cho dòng chảy tạo ra một góc nào đó so với hướng gió.
Các hải lưu sâu được lưu thông do các độ chênh lệch (gradient) của mật độ và nhiệt độ. Luân chuyển nhiệt muối, còn được gọi là "băng tải đại dương", được dùng để chỉ các hải lưu sâu chảy trong lưu vực dưới đáy các đại dương. Các dòng lưu chuyển này chảy sâu dưới đáy biển và do đó khó phát hiện và đôi khi còn được gọi là các con sông ngầm dưới đáy biển.
Các hải lưu đóng vai trò rất quan trọng trong quá trình di cư và phân tán của các sinh vật.

## Các hải lưu quan trọng

### Bắc Băng Dương
- Hải lưu Đông Greenland
- Hải lưu Tây Greenland
- Hải lưu Na Uy
- Hải lưu đảo Baffin

### Đại Tây Dương
- Hải lưu Labrador
- Hải lưu Gulf Stream (hay dòng Vịnh)
- Hải lưu bắc xích đạo
- Hải lưu nam xích đạo
- Hải lưu Bắc Brasil
- Hải lưu Guinée
- Hải lưu Angola
- Hải lưu Brasil
- Hải lưu Benguela
- Hải lưu Nam Đại Tây Dương
- Hải lưu Falkland

### Thái Bình Dương
- Hải lưu Aleut
- Hải lưu Bắc Thái Bình Dương
- Hải lưu Đông Australia
- Hải lưu Humboldt (hay hải lưu Peru)
- Hải lưu Kuroshio (hay hải lưu Nhật Bản)
- Hải lưu Oyashio
- Hải lưu Mindanao
- Hải lưu bắc xích đạo
- Hải lưu nam xích đạo
- Hải lưu Cromwell

### Ấn Độ Dương
- Hải lưu Agulhas
- Hải lưu Đông Madagascar
- Hải lưu Somali
- Hải lưu Mozambique
- Hải lưu Leeuwin
- Hải lưu Indonesia
- Hải lưu bắc xích đạo
- Hải lưu nam xích đạo
- Hải lưu Tây Úc
- Gió mùa Ấn Độ

### Nam Đại Dương
- Hải lưu vòng Nam Cực
- Dòng xoay tròn Weddell